# Paragonia planimargo
Paragonia planimargo là một loài bướm đêm trong họ Geometridae.